# Melieria turcomanica
Melieria turcomanica är en tvåvingeart som beskrevs av Kameneva 1996. Melieria turcomanica ingår i släktet Melieria och familjen fläckflugor. Inga underarter finns listade i Catalogue of Life.